# Hubertus Brieger
Hubertus Brieger (* 26. April 1909 in Sagan; † 20. März 1978 in Greifswald) war ein deutscher Kinderarzt und Professor. Er leitete von 1948 bis 1974 die Universitätskinderklinik der Ernst-Moritz-Arndt-Universität Greifswald. 

## Leben
Brieger wurde 1909 in Sagan als Sohn eines Volksschullehrers geboren. In Sagan besuchte er zunächst die Mittelschule, dann das Humanistische Gymnasium. Anschließend studierte er Humanmedizin an der Universität Innsbruck, der Universität Graz, der Universität Breslau, der Universität Tübingen und der Universität Greifswald. In Greifswald bestand er 1935 das Medizinische Staatsexamen und wurde zum Dr. med. promoviert. 
Es folgte eine Ausbildung zum Kinderarzt zunächst in Greifswald, dann an der Universitätskinderklinik der Universität Rostock. Hier wurde er 1941 Facharzt für Kinderheilkunde, 1945 Oberarzt der Klinik. Gleichzeitig forschte er auf dem Gebiet des Vitamin-C- und Vitamin-D-Stoffwechsels. 1948 erhielt er für sein wissenschaftliches Werk ohne förmliches Habilitationsverfahren den Titel Dr. med. habil. und wurde Hochschuldozent. 
Im Juli 1948 wurde Brieger als Professor auf den Lehrstuhl für Kinderheilkunde nach Greifswald berufen, zugleich wurde er Direktor der Universitätskinderklinik. In Greifswald blieb Brieger bis zu seinem Lebensende. Es gelang ihm, die Universitätskinderklinik auch räumlich auszubauen, beginnend mit einem Isolierhaus 1951 und einem Wirtschaftsgebäude 1953. 
Im Jahre 1974, mit 65 Jahren, wurde Brieger emeritiert. Im gleichen Jahr erhielt er den Ehrentitel „Verdienter Arzt des Volkes“. Er starb nach längerer Krankheit 1978 in Greifswald und wurde auf dem Waldfriedhof in Lubmin bestattet.

## Schriften (Auswahl)
- Das Verhalten von Niere, Herz, Bauchspeicheldrüse und Leber einer Ratte bei tierischer, pflanzlicher und gemischter Rohnahrung. Greifswald 1937. (Dissertation 1935)
- Erfahrungen mit dem Vitamin D2 und D3 Stoß in kleiner Dosierung bei 12 Fällen von Sommerrachitis. In: Archiv für Kinderheilkunde. Band 116, 1939, S. 115–124.
- Über den Vitamin C-Haushalt in der Schwangerschaft. In: Zeitschrift für Geburtsheilkunde. Band 121, 1940, S. 80–96.
- Biologische Daten des Blutzellstatus bei Infektion im Kindesalter unter der Anwendung neuerer Arzneistoffe. In: Folia Haematologica. Band 71, 1953, S. 549–551.